# Ричардс, Мэттью
Мэттью Ричардс (англ. Matthew Richards; род. 17 декабря 2002, Вустер, Западный Мидленд) — британский пловец, двукратный олимпийский чемпион в эстафете 4×200 метров вольным стилем (2020 и 2024), трёхкратный чемпион мира.

## Биография
Родился в семье Аманды и Саймона Ричардсов. Он начал плавать, когда ему было пять лет в Центре отдыха Дройтвича, и присоединился к Дройтвичскому плавательному клубу дельфинов, когда ему было восемь, а позже перешёл в Вустерский плавательный клуб в возрасте десяти лет. Занимался другими видами спорта, такими как регби и тхэквондо, но отказался от них, чтобы сосредоточиться на плавании. Он был студентом Англиканской церкви епископа Пероуна.
Хотя Ричардс родился в Англии, он представлял Уэльс, так как его отец родился там. Побил рекорды Уэльса на дистанциях 100 и 200 метров вольным стилем. Стал чемпионом среди юниоров на дистанции 100 м вольным стилем на чемпионате Европы по плаванию среди юниоров 2019 года, проходившем в Казани.
Участвовал в мужских соревнованиях на 100 метров вольным стилем на чемпионате Европы по водным видам спорта 2020 года в Будапеште (Венгрия) и выиграл два серебра в составе команды в мужских эстафетах 4 × 100 метров вольным стилем и 4 × 200 метров вольным стилем. Он также был в эстафетной команде, которая выиграла золото в смешанном вольном стиле 4×100 метров, хотя сам в финале не участвовал.

## Олимпиада 2020 в Токио
На Олимпийских играх 2020 года в Токио участвовал в мужской эстафете 4×200 метров вольным стилем вместе с Джеймсом Гаем, Дунканом Скоттом и Томом Дином. Проплыл третий этап за 1 минуту 45,01 секунды, результат, который помог команде выиграть золото со временем 6 минут 58,58 секунды. Это первое золото Великобритании в эстафете 4х200 метров вольным стилем на Олимпийских играх с 1908 года.

## Олимпиада 2024 в Париже
На дистанции 200 метров вольным стилем был близок к золоту. В финале Ричардс проиграл всего 0,02 сек Давиду Поповичу из Румынии.